# Ван, Тина
Ти́на Ван (англ. Tina Wang, род. 13 декабря 1991 года) — австралийская фигуристка, выступавшая в одиночном катании; победительница чемпионата Австралии по фигурному катанию 2008 года, дважды серебряный призёр национального чемпионата. Она живёт и тренировалась в Брисбене у своего отца Ван Чанъюаня и матери Ма Хуэй. Оба в своё время были тренерами китайской сборной.

## Результаты
| Соревнование                   | 2005—2006 | 2006—2007 | 2007—2008 | 2008—2009 | 2009—2010 |
| ------------------------------ | --------- | --------- | --------- | --------- | --------- |
| Чемпионаты мира                |           |           | 37        |           |           |
| Чемпионаты четырёх континентов |           |           | 19        | 18        |           |
| Чемпионаты мира среди юниоров  | 26        | 31        |           |           |           |
| Чемпионаты Австралии           |           | 2         | 2         | 1         | 2         |
| Чемпионаты Австралии           | 1         | 1         |           |           |           |
| Гран-при среди юниоров, Япония | 16        |           |           |           |           |